# 心叶天名精
心叶天名精（学名：Carpesium cordatum）是菊科天名精属的植物，是中国的特有植物。分布于中国大陆的云南等地，生长于海拔2,300米至3,500米的地区，见于山坡草地，目前尚未由人工引种栽培。